# デイビッド・バス
デイビッド・M・バス（David M. Buss、1953年4月14日 - ）はアメリカの心理学者。配偶者選択に関連したヒトの性差の進化心理学的研究でよく知られている。

## 来歴
1981年にカリフォルニア大学バークレー校で心理学の博士号を取得した。現在はテキサス大学オースティン校で心理学教授をつとめている。以前は4年間ハーバード大学におり、11年間ミシガン大学にいた。
研究の主な対象は配偶戦略、性的対立、地位、社会的評判、嫉妬感情、殺人、殺人への対抗戦略、最近ではストーキングであり、全て進化的な視点からアプローチをしている。バスは200以上の科学的記事の著者であり、アメリカ心理学会の「心理学への貢献に対する科学賞（Distinguished Scientific Award for Early Career Contribution to Psychology）」を含む多くの賞を受賞している。
また、一般向け科学書を多数執筆している。『女と男のだましあい：ヒトの性行動の進化』（原題：欲望の進化、The Evolution of Desire）、『危険な熱情（The Dangerous Passion）』、もっとも新しいものは『進化心理学ハンドブック（The Handbook of Evolutionary Psychology）』と『殺してやる：止められない本能』』（原題：隣の殺人者、The Murderer Next Door）で、後者は進化的な視点にもとづく殺人に関する新しい理論を紹介している。2014年には『進化心理学：新しい心の科学（Evolutionary Psychology: The New Science of the Mind）』の第5版を出版した。